# نتایج تیم ملی فوتبال ایران (۱۳۴۹–۱۳۲۰)
فهرست زیر نتایج تیم ملی فوتبال ایران از ۱۳۲۰ تا ۱۳۴۹ است.

## ۱۳۲۰
| # | تاریخ         | حریف      | نتیجه | ورزشگاه                                   | عنوان مسابقه | سرمربی       | گلزنان ایران | پانویس |
| - | ------------- | --------- | ----- | ----------------------------------------- | ------------ | ------------ | ------------ | ------ |
| ۱ | ۳ شهریور ۱۳۲۰ | افغانستان | ۰–۰   | کابل، افغانستان جشنواره استقلال افغانستان | دوستانه      | حسین صدقیانی | _            | [ ۱ ]  |

## ۱۳۲۶
| # | تاریخ       | حریف  | نتیجه | ورزشگاه       | عنوان مسابقه | سرمربی       | گلزنان ایران      | پانویس      |
| - | ----------- | ----- | ----- | ------------- | ------------ | ------------ | ----------------- | ----------- |
| ۲ | ۴ آبان ۱۳۲۶ | ترکیه | ۱–۴   | امجدیه، تهران | دوستانه      | حسین صدقیانی | امیر مسعود برومند | [ ۲ ] [ ۳ ] |

## ۱۳۲۸
| # | تاریخ       | حریف      | نتیجه | ورزشگاه       | عنوان مسابقه | سرمربی       | گلزنان ایران                                 | پانویس |
| - | ----------- | --------- | ----- | ------------- | ------------ | ------------ | -------------------------------------------- | ------ |
| ۳ | ۴ آبان ۱۳۲۸ | افغانستان | ۴–۰   | امجدیه، تهران | دوستانه      | حسین صدقیانی | حسینعلی مبشر (۲ گل) امیر مسعود برومند (۲ گل) | [ ۲ ]  |

## ۱۳۲۹
| # | تاریخ         | حریف    | نتیجه | ورزشگاه              | عنوان مسابقه        | سرمربی       | گلزنان ایران                                      | پانویس       |
| - | ------------- | ------- | ----- | -------------------- | ------------------- | ------------ | ------------------------------------------------- | ------------ |
| ۴ | ۷ خرداد ۱۳۲۹  | ترکیه   | ۱–۶   | مدحت پاشا، استانبول  | دوستانه             | حسین صدقیانی | امیر خلیلی                                        | [ ۲ ] [ ۳ ]  |
| ۵ | ۵ آبان ۱۳۲۹   | پاکستان | ۵–۱   | امجدیه، تهران        | دوستانه             | حسین صدقیانی | محمد خاتمی، محمود شکیبی، امیر مسعود برومند (۳ گل) | [ ۴ ]        |
| ۶ | ۱۳ اسفند ۱۳۲۹ | برمه    | ۲–۰   | دیان چاند، دهلی‌نو    | بازی‌های آسیایی ۱۹۵۱ | حسین صدقیانی | نادر افشار علوی نژاد پرویز کوزه کنانی             | [ ۵ ] [ ۶ ]  |
| ۷ | ۱۶ اسفند ۱۳۲۹ | ژاپن    | ۰–۰   | آمبدکار، دهلی‌نو      | بازی‌های آسیایی ۱۹۵۱ | حسین صدقیانی | _                                                 | [ ۷ ] [ ۸ ]  |
| ۸ | ۱۸ اسفند ۱۳۲۹ | ژاپن    | ۳–۲   | آمبدکار، دهلی‌نو      | بازی‌های آسیایی ۱۹۵۱ | حسین صدقیانی | مهدی مسعود انصاری امیر مسعود برومند               | [ ۷ ] [ ۹ ]  |
| ۹ | ۲۰ اسفند ۱۳۲۹ | هند     | ۰–۱   | ملی دیان‌چاند، دهلی‌نو | بازی‌های آسیایی ۱۹۵۱ | حسین صدقیانی | _                                                 | [ ۵ ] [ ۱۰ ] |

## ۱۳۳۱
| #  | تاریخ           | حریف    | نتیجه | ورزشگاه        | عنوان مسابقه | سرمربی      | گلزنان ایران | پانویس |
| -- | --------------- | ------- | ----- | -------------- | ------------ | ----------- | ------------ | ------ |
| ۱۰ | ۱ اردیبهشت ۱۳۳۱ | پاکستان | ۰–۰   | کراچی، پاکستان | دوستانه      | مصطفی سلیمی | _            | [ ۱۱ ] |

## ۱۳۳۷
| #  | تاریخ        | حریف      | نتیجه | ورزشگاه          | عنوان مسابقه        | سرمربی       | گلزنان ایران | پانویس |
| -- | ------------ | --------- | ----- | ---------------- | ------------------- | ------------ | ------------ | ------ |
| ۱۲ | ۷ خرداد ۱۳۳۷ | کرهٔ جنوبی | ۰–۵   | ملی توکیو، توکیو | بازی‌های آسیایی ۱۹۵۸ | حسین صدقیانی | _            | [ ۱۲ ] |

## ۱۳۳۸
| #  | تاریخ       | حریف    | نتیجه | ورزشگاه            | عنوان مسابقه                 | سرمربی      | گلزنان ایران                   | پانویس       |
| -- | ----------- | ------- | ----- | ------------------ | ---------------------------- | ----------- | ------------------------------ | ------------ |
| ۱۴ | ۱۵ آذر ۱۳۳۸ | پاکستان | ۱–۴   | کالج مهاراجه، کوچی | مقدماتی جام ملت‌های آسیا ۱۹۶۰ | یوژف مساروش | عباس حجری                      | [ ۴ ]        |
| ۱۵ | ۱۶ آذر ۱۳۳۸ | هند     | ۱–۳   | کالج مهاراجه، کوچی | مقدماتی جام ملت‌های آسیا ۱۹۶۰ | یوژف مساروش | پرویز دهداری                   | [ ۴ ] [ ۱۳ ] |
| ۱۷ | ۲۳ آذر ۱۳۳۸ | پاکستان | ۴–۱   | کالج مهاراجه، کوچی | مقدماتی جام ملت‌های آسیا ۱۹۶۰ | یوژف مساروش | عباس حجری (۳ گل)، کامبیز جمالی | [ ۴ ]        |
| ۱۸ | ۲۶ آذر ۱۳۳۸ | هند     | ۲–۱   | کالج مهاراجه، کوچی | مقدماتی جام ملت‌های آسیا ۱۹۶۰ | یوژف مساروش | پرویز دهداری (۲ گل)            | [ ۴ ] [ ۱۳ ] |

## ۱۳۴۱
| #  | تاریخ         | حریف | نتیجه | ورزشگاه       | عنوان مسابقه | سرمربی    | گلزنان ایران    | پانویس        |
| -- | ------------- | ---- | ----- | ------------- | ------------ | --------- | --------------- | ------------- |
| ۱۹ | ۱۱ خرداد ۱۳۴۱ | عراق | ۱–۱   | امجدیه، تهران | دوستانه      | حسین فکری | پرویز کوزه‌کنانی | [ ۱۴ ] [ ۱۵ ] |
| ۲۰ | ۱۳ خرداد ۱۳۴۱ | عراق | ۱–۲   | امجدیه، تهران | دوستانه      | حسین فکری | پرویز کوزه‌کنانی | [ ۱۵ ]        |

## ۱۳۴۲
| #  | تاریخ        | حریف    | نتیجه | ورزشگاه             | عنوان مسابقه        | سرمربی    | گلزنان ایران                                      | پانویس |
| -- | ------------ | ------- | ----- | ------------------- | ------------------- | --------- | ------------------------------------------------- | ------ |
| ۲۱ | ۱۲ مهر ۱۳۴۲  | پاکستان | ۴–۱   | امجدیه، تهران       | مقدماتی المپیک ۱۹۶۴ | حسین فکری | همایون بهزادی (۲گل)، حمید شیرزادگان، محراب شاهرخی | [ ۱۶ ] |
| ۲۲ | ۱۲ آبان ۱۳۴۲ | پاکستان | ۰–۱   | لاهور               | مقدماتی المپیک ۱۹۶۴ | حسین فکری | _                                                 | [ ۱۷ ] |
| ۲۳ | ۲۲ آذر ۱۳۴۲  | عراق    | ۴–۰   | امجدیه، تهران       | مقدماتی المپیک ۱۹۶۴ | حسین فکری | حمید شیرزادگان (۳ گل)، مصطفی عرب                  | [ ۱۵ ] |
| ۲۴ | ۱۳ دی ۱۳۴۲   | عراق    | ۰–۰   | ساحات الکشفا، بغداد | مقدماتی المپیک ۱۹۶۴ | حسین فکری | _                                                 | [ ۱۵ ] |

## ۱۳۴۳
| #  | تاریخ         | حریف       | نتیجه | ورزشگاه               | عنوان مسابقه        | سرمربی    | گلزنان ایران                              | پانویس        |
| -- | ------------- | ---------- | ----- | --------------------- | ------------------- | --------- | ----------------------------------------- | ------------- |
| ۲۵ | ۱۷ خرداد ۱۳۴۳ | هند        | ۳–۰   | امجدیه، تهران         | مقدماتی المپیک ۱۹۶۴ | حسین فکری | حمید برمکی، حمید شیرزادگان، همایون بهزادی | [ ۱۸ ]        |
| ۲۶ | ۳۰ خرداد ۱۳۴۳ | هند        | ۳–۱   | راپیندرا سوریا، کلکته | مقدماتی المپیک ۱۹۶۴ | حسین فکری | حمید برمکی حمید شیر زادگان همایون بهزادی  | [ ۱۹ ]        |
| ۲۷ | ۱۹ مهر ۱۳۴۳   | آلمان شرقی | ۰–۴   | میتسوزاوا، یوکوهاما   | المپیک ۱۹۶۴         | حسین فکری | _                                         | [ ۲۰ ] [ ۲۱ ] |
| ۲۸ | ۲۱ مهر ۱۳۴۳   | مکزیک      | ۱–۱   | توکیو، ژاپن           | المپیک ۱۹۶۴         | حسین فکری | کرمعلی نیرلو                              | [ ۲۱ ] [ ۲۲ ] |
| ۲۹ | ۲۳ مهر ۱۳۴۳   | رومانی     | ۰–۱   | اومیا پارک، سایتاما   | المپیک ۱۹۶۴         | حسین فکری | _                                         | [ ۲۱ ] [ ۲۳ ] |

## ۱۳۴۴
| #  | تاریخ         | حریف    | نتیجه | ورزشگاه       | عنوان مسابقه | سرمربی    | گلزنان ایران                      | پانویس |
| -- | ------------- | ------- | ----- | ------------- | ------------ | --------- | --------------------------------- | ------ |
| ۳۰ | ۱ مرداد ۱۳۴۴  | پاکستان | ۴–۱   | امجدیه، تهران | جام اکو ۱۹۶۵ | حسین فکری | همایون بهزادی مصطفی عرب علی جباری | [ ۲۴ ] |
| ۳۱ | ۲۵ اسفند ۱۳۴۴ | ترکیه   | ۰–۰   | امجدیه، تهران | جام اکو ۱۹۶۵ | حسین فکری | _                                 | _      |

## ۱۳۴۵
| #  | تاریخ       | حریف    | نتیجه | ورزشگاه        | عنوان مسابقه        | سرمربی     | گلزنان ایران                         | پانویس |
| -- | ----------- | ------- | ----- | -------------- | ------------------- | ---------- | ------------------------------------ | ------ |
| ۳۲ | ۱۹ آذر ۱۳۴۵ | مالزی   | ۲–۰   | بانکوک، تایلند | بازی‌های آسیایی ۱۹۶۶ | گئورگی سوچ | حمید شیرزادگان همایون بهزادی         | [ ۲۵ ] |
| ۳۳ | ۲۰ آذر ۱۳۴۵ | ژاپن    | ۱–۳   | بانکوک، تایلند | بازی‌های آسیایی ۱۹۶۶ | گئورگی سوچ | حمید شیرزادگان                       | [ ۷ ]  |
| ۳۴ | ۲۲ آذر ۱۳۴۵ | هند     | ۴–۱   | بانکوک، تایلند | بازی‌های آسیایی ۱۹۶۶ | گئورگی سوچ | فریبرز اسماعیلی جلال طالبی علی جباری | [ ۲۶ ] |
| ۳۵ | ۲۵ آذر ۱۳۴۵ | اندونزی | ۱–۰   | بانکوک، تایلند | بازی‌های آسیایی ۱۹۶۶ | گئورگی سوچ | همایون بهزادی                        | [ ۲۷ ] |
| ۳۶ | ۲۶ آذر ۱۳۴۵ | برمه    | ۰–۱   | بانکوک، تایلند | بازی‌های آسیایی ۱۹۶۶ | گئورگی سوچ | _                                    | [ ۲۸ ] |
| ۳۷ | ۲۷ آذر ۱۳۴۵ | ژاپن    | ۱–۰   | بانکوک، تایلند | بازی‌های آسیایی ۱۹۶۶ | گئورگی سوچ | فریبرز اسماعیلی                      | [ ۷ ]  |
| ۳۸ | ۲۹ آذر ۱۳۴۵ | برمه    | ۰–۱   | بانکوک، تایلند | بازی‌های آسیایی ۱۹۶۶ | گئورگی سوچ | _                                    | [ ۲۹ ] |

## ۱۳۴۶
| #  | تاریخ      | حریف    | نتیجه | ورزشگاه       | عنوان مسابقه | سرمربی    | گلزنان ایران                  | پانویس |
| -- | ---------- | ------- | ----- | ------------- | ------------ | --------- | ----------------------------- | ------ |
| ۳۹ | ۴ آذر ۱۳۴۶ | پاکستان | ۲–۰   | داکا، پاکستان | جام اکو ۱۹۶۷ | حسین فکری | فریبرز اسماعیلی همایون بهزادی | _      |
| ۴۰ | ۵ آذر ۱۳۴۶ | ترکیه   | ۰–۱   | داکا، پاکستان | جام اکو ۱۹۶۷ | حسین فکری | _                             | _      |

## ۱۳۴۷
| #  | تاریخ            | حریف       | نتیجه | ورزشگاه       | عنوان مسابقه         | سرمربی        | گلزنان ایران                                                                                  | پانویس |
| -- | ---------------- | ---------- | ----- | ------------- | -------------------- | ------------- | --------------------------------------------------------------------------------------------- | ------ |
| ۴۱ | ۲۰ اردیبهشت ۱۳۴۷ | هنگ کنگ    | ۲–۰   | امجدیه، تهران | جام ملت‌های آسیا ۱۹۶۸ | محمود بیاتی   | همایون بهزادی علی جباری                                                                       | [ ۳۰ ] |
| ۴۲ | ۲۳ اردیبهشت ۱۳۴۷ | جمهوری چین | ۴–۰   | امجدیه، تهران | جام ملت‌های آسیا ۱۹۶۸ | محمود بیاتی   | همایون بهزادی حسین کلانی اکبر افتخاری غلامحسین فرزامی                                         | [ ۳۱ ] |
| ۴۳ | ۲۶ اردیبهشت ۱۳۴۷ | برمه       | ۳–۱   | امجدیه، تهران | جام ملت‌های آسیا ۱۹۶۸ | محمود بیاتی   | حسین کلانی اکبر افتخاری همایون بهزادی                                                         | [ ۳۲ ] |
| ۴۵ | ۱۶ اسفند ۱۳۴۷    | عراق       | ۲–۱   | امجدیه، تهران | جام دوستی ۱۹۶۹       | زدراکو رایکوف | پرویز قلیچ‌خانی (۱گل) اکبر افتخاری(۱گل)                                                        | [ ۳۳ ] |
| ۴۶ | ۲۷ اسفند ۱۳۴۷    | پاکستان    | ۹–۱   | امجدیه، تهران | جام دوستی ۱۹۶۹       | زدراکو رایکوف | علی جباری (۳ گل) غلام وفاخواه (۲ گل) داریوش مصطفوی(۱ گل) اصغر شرفی(۱ گل) پرویز قلیچ‌خانی(۱ گل) | [ ۳۴ ] |

## ۱۳۴۸
| #  | تاریخ          | حریف    | نتیجه | ورزشگاه       | عنوان مسابقه | سرمربی        | گلزنان ایران               | پانویس |
| -- | -------------- | ------- | ----- | ------------- | ------------ | ------------- | -------------------------- | ------ |
| ۴۷ | ۲۲ شهریور ۱۳۴۸ | پاکستان | ۴–۲   | آنکارا، ترکیه | جام اکو ۱۹۶۹ | زدراکو رایکوف | حسین کلانی غلامحسین مظلومی | [ ۳۵ ] |
| ۴۸ | ۲۶ شهریور ۱۳۴۸ | ترکیه   | ۰–۴   | آنکارا، ترکیه | جام اکو ۱۹۶۹ | زدراکو رایکوف | _                          | [ ۳۶ ] |

## ۱۳۴۹
| #  | تاریخ          | حریف      | نتیجه | ورزشگاه                | عنوان مسابقه        | سرمربی     | گلزنان ایران                                                                 | پانویس |
| -- | -------------- | --------- | ----- | ---------------------- | ------------------- | ---------- | ---------------------------------------------------------------------------- | ------ |
| ۴۹ | ۱۵ شهریور ۱۳۴۹ | پاکستان   | ۷–۰   | امجدیه، تهران          | جام اکو ۱۹۷۰        | محمد بیاتی | مهدی حاج محمد پرویز قلیچ‌خانی کارو حق‌وردیان حسین کلانی علی پروین غلام وفاخواه | [ ۳۷ ] |
| ۵۰ | ۲۰ شهریور ۱۳۴۹ | ترکیه     | ۱–۱   | امجدیه، تهران          | جام اکو ۱۹۷۰        | محمد بیاتی | مهدی حاج محمد                                                                | [ ۳۶ ] |
| ۵۱ | ۱۹ آذر ۱۳۴۹    | اندونزی   | ۲–۲   | تاروا استادیوم، بانکوک | بازی‌های آسیایی ۱۹۷۰ | ایگور نتو  | ابراهیم آشتیانی اصغر شرفی                                                    | [ ۳۸ ] |
| ۵۲ | ۲۰ آذر ۱۳۴۹    | کرهٔ جنوبی | ۰–۱   | تاروا استادیوم، بانکوک | بازی‌های آسیایی ۱۹۷۰ | ایگور نتو  | _                                                                            | [ ۳۹ ] |